# Castello di Piombino
Il castello di Piombino è la principale opera militare difensiva che resta nella omonima città, posta sull'altura a sud-est protesa sul mare. Il castello segnava il limite della città su quel lato e vi si apriva una porta cittadina.

## Storia
Il castello venne originariamente edificato dai pisani nel XIII secolo ed allora era chiamato "Cassero pisano", dalla solida mole quasi cubica. Venne ritoccato da Leonardo da Vinci quando si occupò del riordinamento delle difese cittadine. Con l'avvento delle armi da fuoco, venne dotato di bastioni stellari tra il 1552 e il 1557, sotto Cosimo I de' Medici che incaricò Giovanni Battista Belluzzi, e venne allora chiamato "Fortezza Medicea".
Il castello è stato restaurato e fatto oggetto di scavi archeologici tra il 1999 e il 2001 su progetto dell'architetto Piero Ostilio Rossi.

## Museo
Oggi ospita il museo del castello e della città di Piombino, che ricostruisce la storia dell'edificio nel contesto delle vicende cittadine. Vi sono esposti alcuni degli oggetti del XIII secolo rinvenuti durante gli scavi: al pian terreno una serie di utensili come piatti, fibbie, brocche, lucerne, monete, placchette di armature, punte di freccia e proiettili di piombo; al secondo piano è illustrata la storia di Piombino durante la resistenza e nel XX secolo.

## Galleria d'immagini

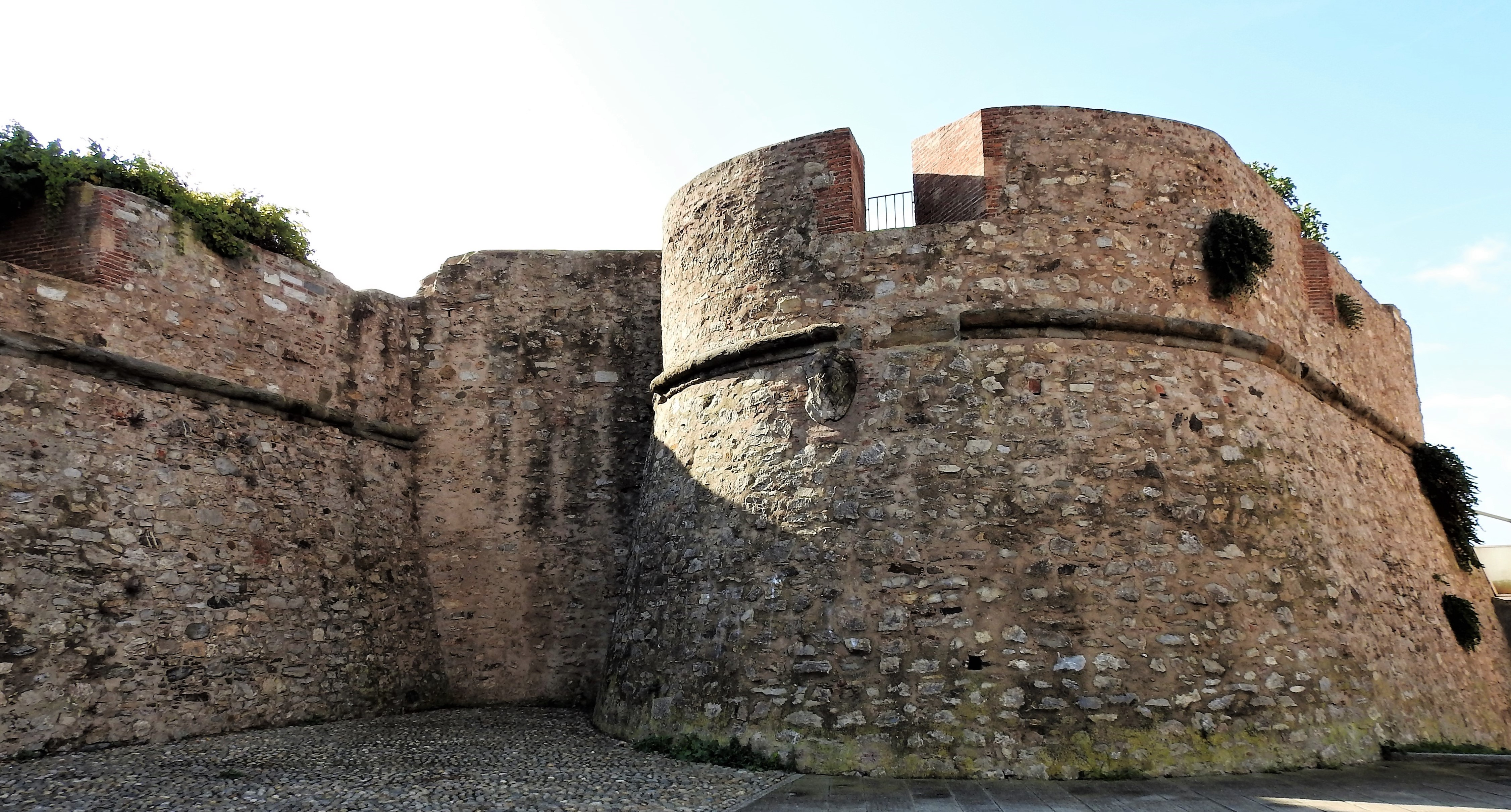
Un bastione a ovest
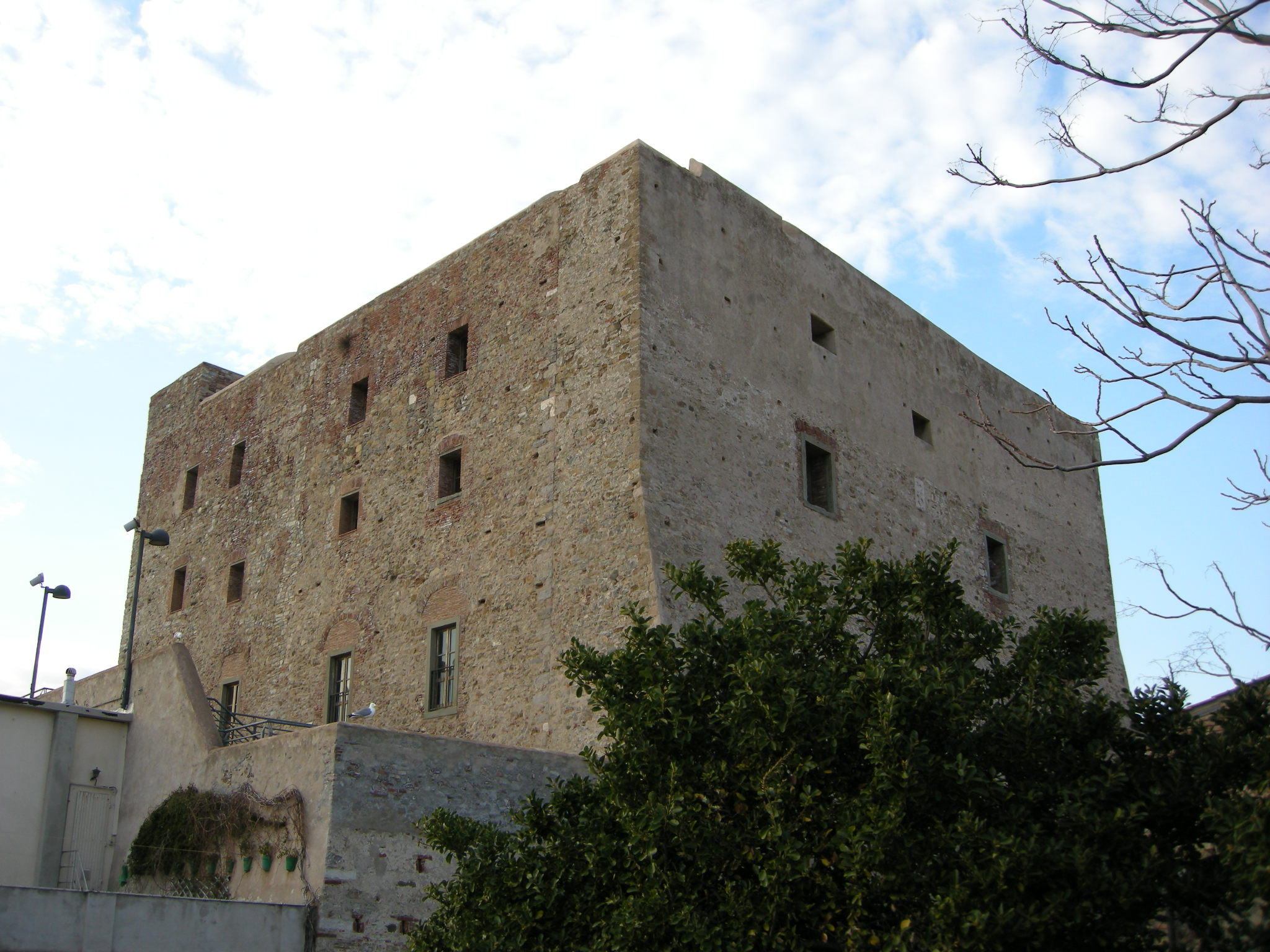
Cassero
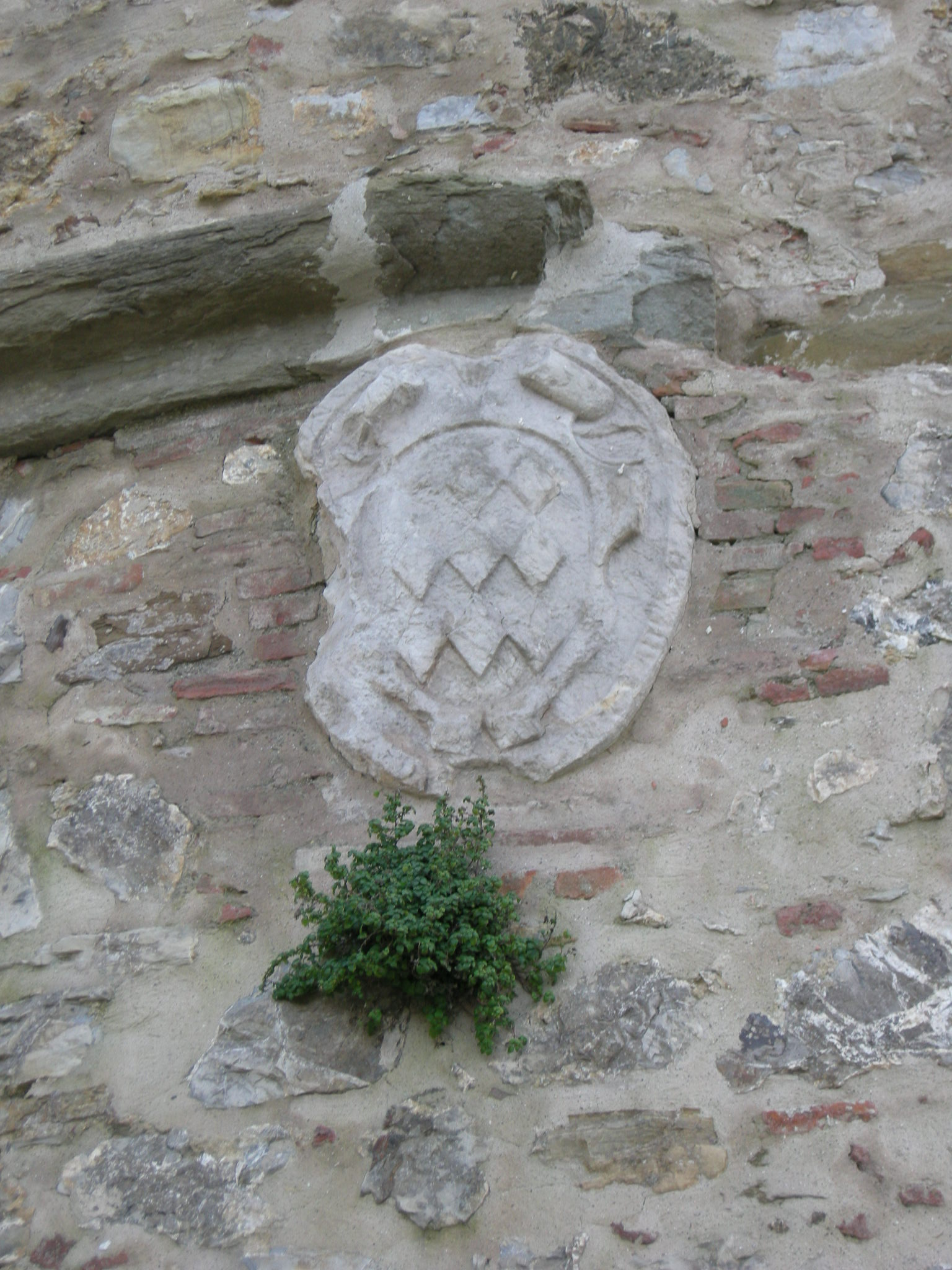
Stemma degli Appiani
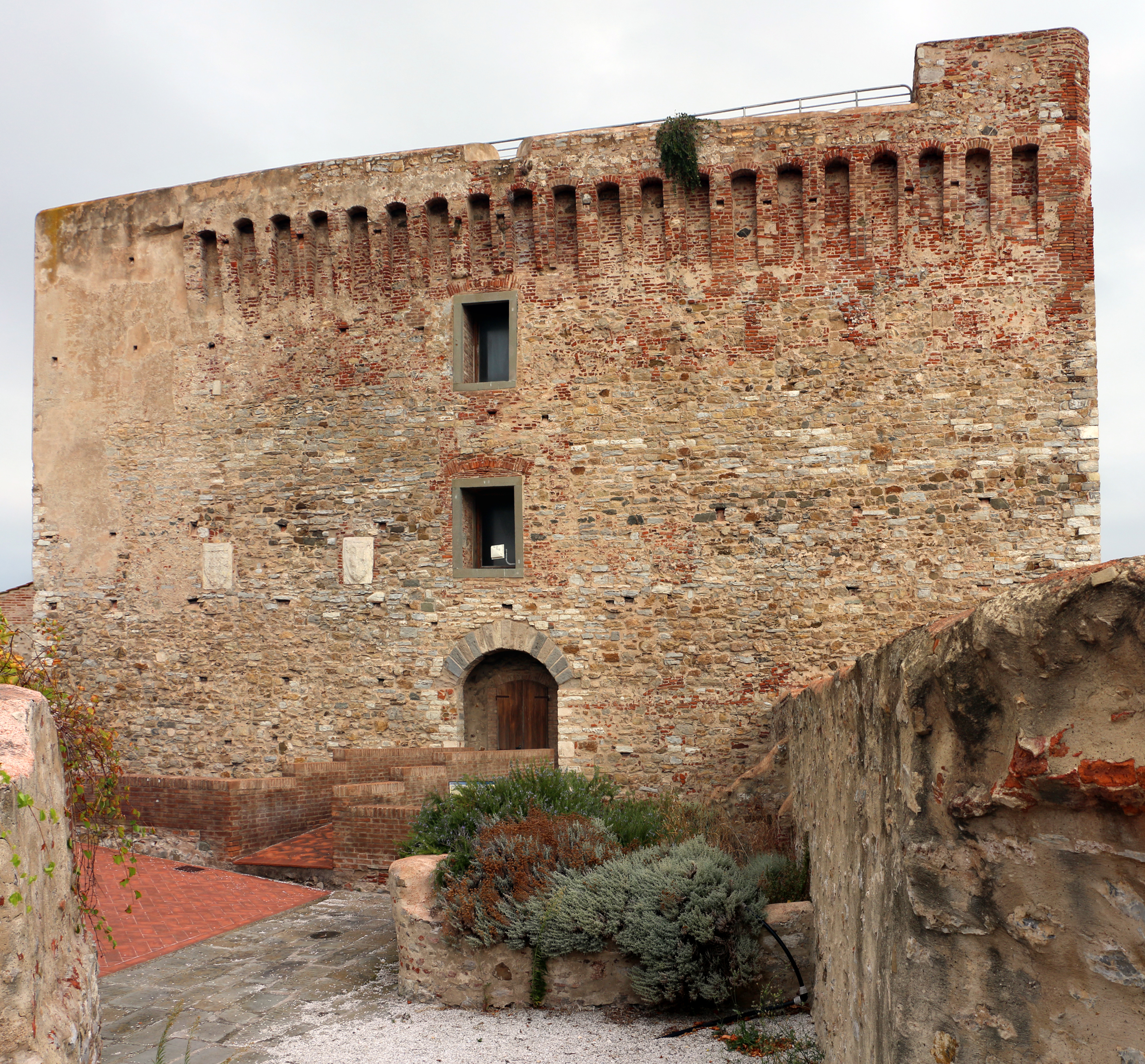